# ペリー高校銃撃事件
ペリー高校銃撃事件（ペリーこうこうじゅうげきじけん/英:Perry High School shooting）とは、2024年1月4日午前7時37分頃、アメリカ合衆国アイオワ州ペリーにあるペリー高校で銃撃事件が発生した事件のことである。犯人の17歳の生徒は事件後に銃で自殺するまでの間に5人の生徒と3人の職員を撃ち、6年生(敷地内に小中高の建物がある)がその日のうちに死亡、10日後に校長が死亡した。これが2024年最初の銃撃事件である。

## 背景
ペリー高校とペリー中学校は、ペリーコミュニティ地区の学校の一部で、2つの学校は建物を共有し、カフェテリアに通じる廊下で接続されており、事件はそのカフェテリアで起こった。カフェテリアでは中学生と高校生を対象に朝食プログラムが行われていた。

### 犯人
警察は銃撃犯が17歳のディラン・バトラーで、ペリー地区の住人でペリー高校の生徒と確認した。バトラーの友人と母親は彼を"静かな子で、長年いじめられていた"と証言している。彼らは、バトラーの妹が同じようにいじめられるようになっても学校関係者が間に入ろうとしなかったことで我慢の限界が来たのだろうと推測した。銃を手に入れられない年齢のバトラーが、どうやって手に入れたのかは不明で2024年1月現在も捜査中である。
当局は、事件の動機を明らかにしていない。バトラーは事件の前にSNSに投稿しており、TikTokにはペリー高校トイレから"あとは待つだけだ"とタイトルの投稿もあったと報道されている。投稿にはコロンバイン高校銃乱射事件の犯人エリック・ハリスが彼のウェブサイトで使っていたのと同じKMFDMの曲 "Stray Bullet" が使われていた。

## 銃撃
警察に最初の通報が入ったのは中部標準時の午前7:37、ペリー高校の中学生と高校生が授業の前に朝食を取っている時間だった。亡くなった校長の娘によると、彼はバトラーを宥めようとし、負傷するまで彼の気を逸らそうとしていたと思われる。そのおかげで生徒たちは現場から逃れられた。少なくとも1人の生徒は7:36に両親に事件を伝えている。
7:44、通報を受けて駆けつけた警察の第一陣が到着すると、校舎内に入ると生徒たちは身を隠しており、ショットガンと小口径の拳銃で武装した犯人が自らを撃って死んでいるのを発見した。自殺と判断される。その後の調査で、手製爆弾が発見され安全に解除されている。
中学校は8:25、高校は8:27に安全が確認され、隣接する小学校は8:32に生徒を下校させた。9:27にはFBIとATFが現場に到着する。学校近くに住む生徒は帰宅し、残りは州軍の造兵廠、教会施設、コミュニティ施設に集まった。
その日遅くに、11歳の6年生の死亡が確認されたほか、10日後に死亡した校長と他2名のスタッフ、4人の生徒(うち1名が重体)の負傷が確認された。2024日1月5日になっても当局から負傷者の氏名は公表されていない。

## 社会の反応
事件当日に追悼集会が企画され、近くの公園で行われた。地元のメソジスト教会は、教会を衝撃を受けた人たちの避難場所に利用してほしいと呼びかけた。彼らを助けるためのクラウドファンディングが、少なくとも1つ設立されている。
地方と州の教育・警察・銃関連の組織や団体は、事件に影響を受けた地域社会の人たちのサポートと被害者家族へのを表明した。ホワイトハウス報道官は事件が "悲痛で胸が締め付けられる"出来事で、議会に銃による暴力に対して行動するよう促す声明を出した。同じ日にペリーで政治活動をしていたヴィヴェック・ラマスワミを始め、アイオワ州知事キム・レイノルズ、ニッキー・ヘイリー、チャック・グラスリーなどの政治家が事件の被害者に哀悼の意を表す声明を出している。